# Andrés Mendoza Uza
Andrés Mendoza (16 de agosto de 1989, Guayaquil, Ecuador) es un futbolista ecuatoriano. Juega en la posición de defensa central y su equipo actual es Olmedo de Riobamba.

## Trayectoria
Se inicia muy joven en la Segunda División de Ecuador con Asociación Deportiva Nueve de Octubre el 12 de agosto de 2006, pasando rápidamente a formar parte de la Academia Alfaro Moreno. Su debut en primera categoría lo realiza con el Independiente del Valle en el 2008. Año seguido sus derechos deportivos fueron adquiridos por el Barcelona S.C. de Guayaquil, quien lo cede a L.D.U. Portoviejo y posteriormente en el 2010 al Club Sociedad Deportiva Aucas. En 2012 la Universidad Católica de Quito adquiere el pase de Mendoza destacando desde su debut con el equipo 'camarata'.
En septiembre de 2014 es transferido al Deportivo Maldonado S.A.D.

## Clubes
| Club                       | País           | Año       |
| -------------------------- | -------------- | --------- |
| Independiente del Valle    | Ecuador        | 2008      |
| Barcelona S.C.             | Ecuador        | 2009      |
| L.D.U. Portoviejo          | Ecuador        | 2010      |
| S.D. Aucas                 | Ecuador        | 2011      |
| Universidad Católica       | Ecuador        | 2012-2014 |
| Deportivo Maldonado S.A.D. | Uruguay        | 2014      |
| New York City              | Estados Unidos | 2015      |
| Wilmington Hammerheads     | Estados Unidos | 2015      |
| Liga de Quito              | Ecuador        | 2015      |
| Fútbol Club Juárez         | México         | 2016      |
| Clan Juvenil               | Ecuador        | 2017      |
| Olmedo de Riobamba         | Ecuador        | 2018      |